# Níkmepa jamhadi király
Níkmepa (Nikmi-epuḫ) II. Jarimlím fia, a Halap-központú Jamhad királya volt. Már apja halálának ideje sem ismert, ezen kívül nagyon kevés más egykorú uralkodó helyezhető el az abszolút időskálán, ezért uralkodásának datálása nem lehetséges. A középső kronológia alapján az i. e. 17. században bármikor élhetett, a rövid kronológia szerint akár az i. e. 16. század is szóba jöhet. A jamhadi királyokat általában együtt tartják nyilván Mukis uralkodóival, így neve sokszor I. Níkmepa, megkülönböztetve a későbbi II. Níkmepa mukisi királytól.
Níkmepa idején Mukis gyakorlatilag függetlenedett. A II. Jarimlím által létrehozott kormányzóság új urai több lázadást vezettek, és az alalahi Ammitakumot (Níkmepa bátyja) már Mukis királyaként tartják számon. Ez Jamhad jelentős gyengülését okozta, és – figyelembe véve a hettita és hurrita fenyegetést – hamarosan végzetesnek bizonyult.
Ismert egy fogadalmi szobra, amelyet Halap városában állított fel a Viharisten számára.